# Нове Мішево
Нове Мішево (пол. Nowe Miszewo) — село в Польщі, у гміні Бодзанув Плоцького повіту Мазовецького воєводства.
Населення — 957 осіб (2011).
У 1975-1998 роках село належало до Плоцького воєводства.

## Демографія
Демографічна структура станом на 31 березня 2011 року:
|          | Загалом | Допрацездатний вік | Працездатний вік | Постпрацездатний вік |
| -------- | ------- | ------------------ | ---------------- | -------------------- |
| Чоловіки | 487     | 72                 | 351              | 64                   |
| Жінки    | 470     | 76                 | 291              | 103                  |
| Разом    | 957     | 148                | 642              | 167                  |